# Dux de Venècia
|  | Per a altres significats, vegeu «Dux». |

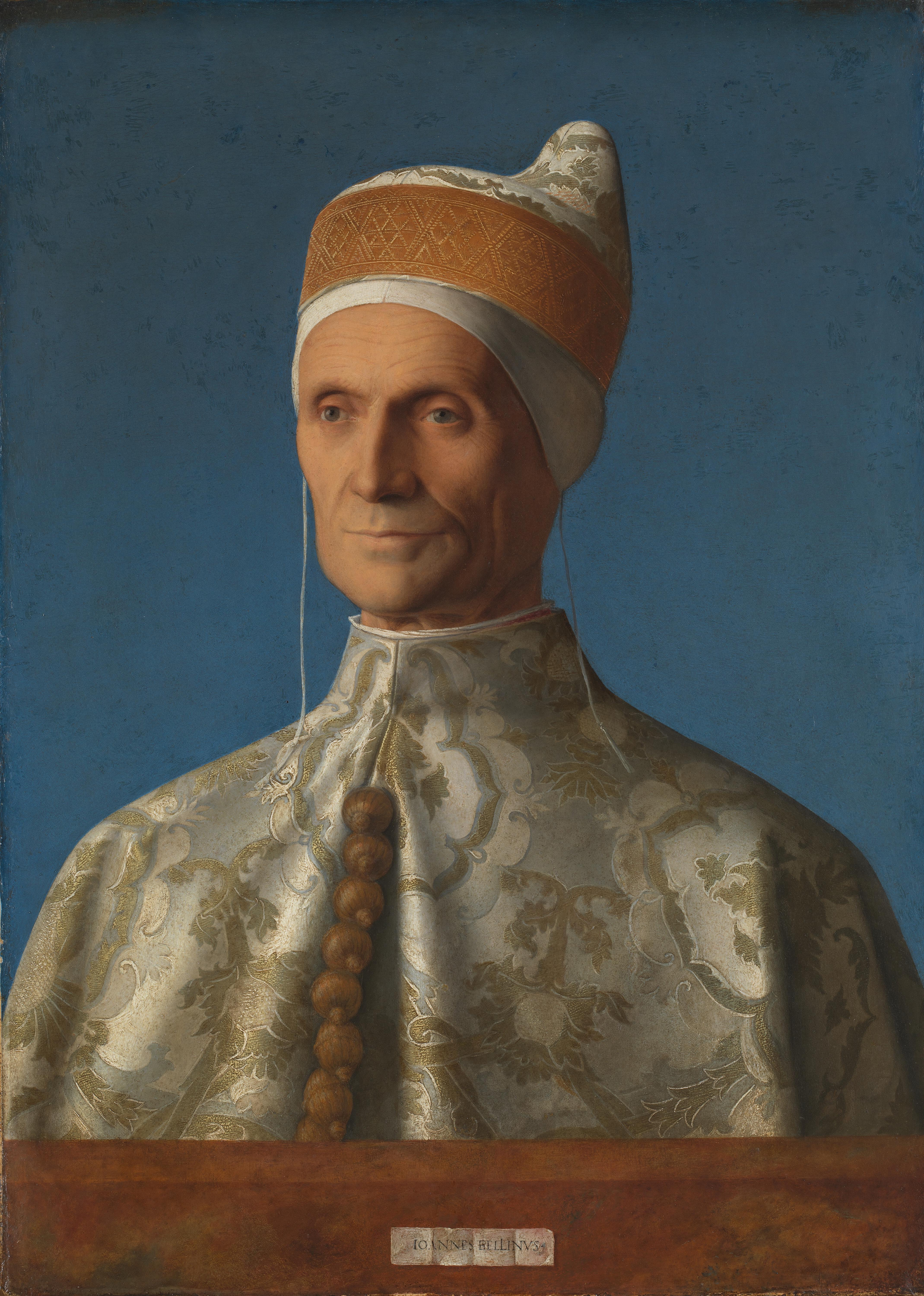
Retrat del dux Leonardo Loredan usant el tradicional corno ducale (Giovanni Bellini, després de 1501, National Gallery de Londres).

El dux (llatí dux, 'líder') o dogo (de l'italià doge, adaptació del venecià doxe, i aquest al seu torn del llatí dux) va ser el magistrat suprem i màxim dirigent de la República de Venècia durant més de mil anys, entre els segles viii i xviii.

## Orígens del títol
Aquest títol va començar a utilitzar-se quan la ciutat de Venècia estava subjecta a la sobirania de l'Imperi Romà d'Orient. Es va convertir en permanent després que la ciutat aconseguís la seva independència de Constantinoble. D'acord amb la tradició veneciana, el primer dux va ser Pauluci Anafest, triat per al càrrec l'any 697.

## Característiques del càrrec

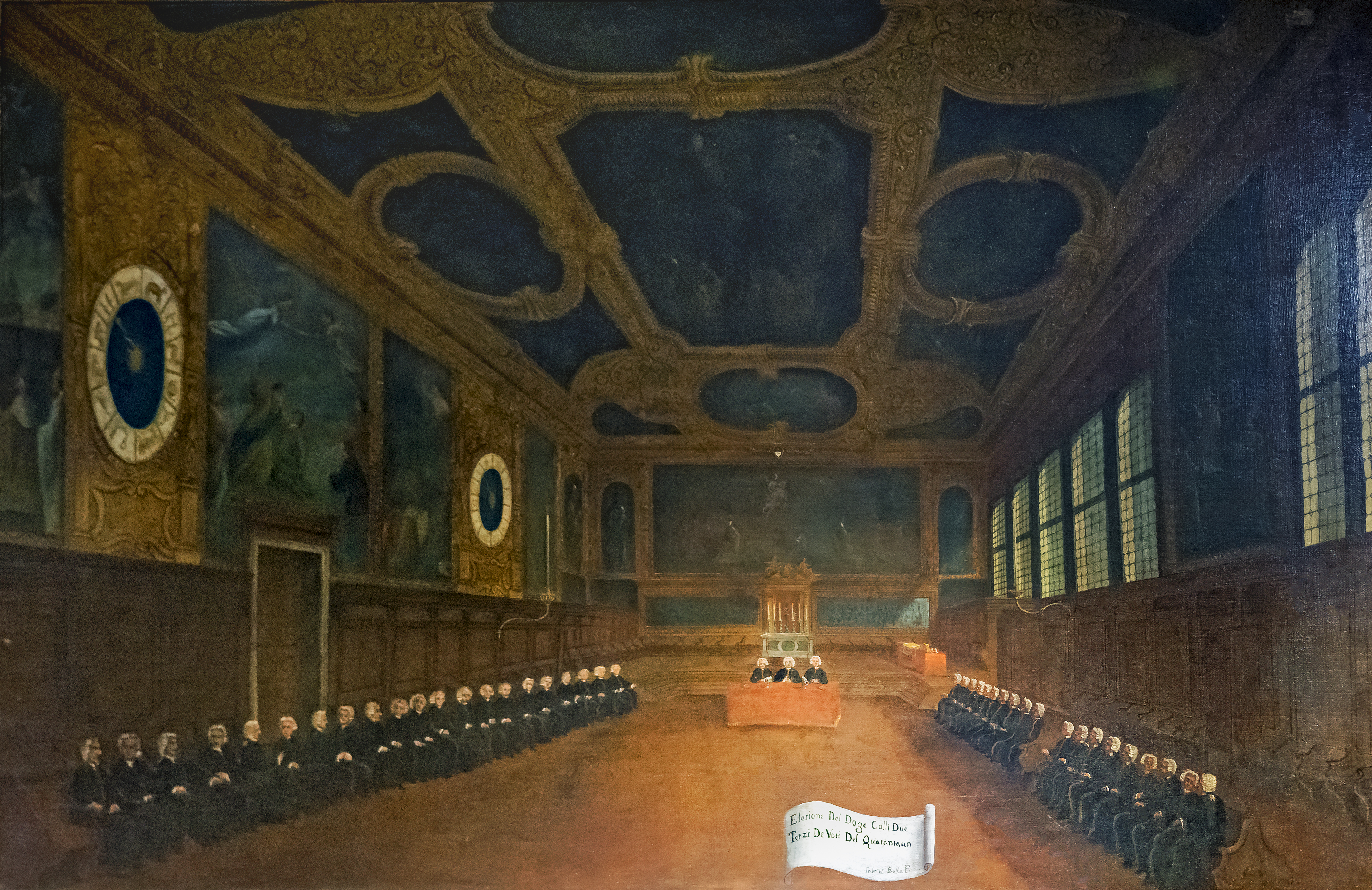
Elecció del dux pels quaranta-u - Gabriele Bella

Encara que entre el segle viii i el segle xii el poder del dux era molt fort, mai va ser possible als titulars del càrrec fer que el títol fos hereditari i formar dinasties, ja que l'aristocràcia veneciana, grup del qual sorgien els dux, va conservar mecanismes per evitar que el poder es concentrés en un sol individu, impedint així que el dux es convertís en un príncep absolut.
Després, a partir del segle xii, l'aristocràcia va aconseguir limitar les facultats del dux en amplis aspectes; així, a través del desenvolupament de cossos constitucionals es van normativitzar les funcions del govern en diverses àrees de l'organització de l'Estat. En assumir el càrrec, el dux havia de prestar jurament pel qual acatava la supremacia constitucional sobre la personal. D'aquesta forma, les seves facultats quedaven limitades des de l'inici del seu mandat, circumstància important perquè un dux ocupava el càrrec de manera vitalícia.
Les activitats externes del dux el mostraven com un «rei sense corona» de Venècia, encara que en la pràctica els seus poders estaven seriosament restringits per la mateixa aristocràcia que el triava. Així, un dux no podia concedir audiències o obrir correspondència governamental sense la presència del Consell dels Deu o d'altres òrgans col·legiats, i tampoc se li permetia passar el temps fora del Palau Ducal de Venècia excepte per a actes públics o expedicions militars, de manera que estava subjecte en la pràctica a la vigilància i l'espionatge dels seus propis subordinats. Aquestes i altres restriccions impedien que el dux augmentés els seus poders o intentés transformar-se en rei absolut.
El dux tenia el deure finançar les despeses sumptuàries de l'Estat amb la seva pròpia fortuna personal, entre les quals luxoses festivitats i cerimònies públiques, com el carnestoltes, i també obsequis a il·lustres visitants estrangers, entre d'altres. Per aquesta raó, els dux eren triats gairebé exclusivament de l'aristocràcia més adinerada de Venècia. L'últim dux, Ludovico Manin, va ser deposat quan Napoleó va conquistar el nord d'Itàlia i tropes franceses van ocupar Venècia al maig de 1797.

## Duxs notables
Entre els duxs més notables, pot citar-se Enric Dandolo (entre 1192 i 1205), que va promoure la Quarta Croada, i Francesc Foscari (entre 1423 i 1457), sota el comandament del qual els venecians per primera vegada van fer conquestes territorials en sòl italià peninsular.

## Llista dels dux de Venècia
- Llista de duxs de Venècia